# Trophée des clubs champions 2009
Le Trophée des Clubs Champions 2009 est la première édition du Trophée des clubs champions.
La ville de Cayenne est l'hôte de la compétition qui met aux prises le champion et le vice-champion de Guyane, le champion de Guadeloupe et le champion de Martinique de football.
Elle se déroule les 11 (pour les demi-finales) et 13 (pour la 3e place et la Finale) novembre 2009.

## Participants
- ASC Le Geldar, Champion de Guyane 2009
- CSC Cayenne, Vice-Champion de Guyane 2009
- CS Moulien, Champion de Guadeloupe 2009
- Club Franciscain, Champion de Martinique 2009

## Résultats

### Demi-Finales
| 11 novembre 2009 (18h) | CSC Cayenne | 0 - 1 | CS Moulien            | Stade de Baduel, Cayenne |
|                        |             |       | Jean-Luc Alamélou 85e |                          |

| 11 novembre 2009 (20h) | Geldar de Kourou  | 0 - 0 | Club Franciscain | Stade de Baduel, Cayenne |  |
|                        |                   |       |                  |                          |  |
|                        | Tirs au but 3 - 0 |       |                  |                          |  |

### Match pour la Troisième Place
| 13 novembre 2009 (19h) | CSC Cayenne | 2 - 0 | Club Franciscain | Stade de Baduel, Cayenne |  |
|                        |             |       |                  |                          |  |

### Finale
| 13 novembre 2009 (21h) | CS Moulien                                | 2 - 1 | Geldar de Kourou    | Stade de Baduel, Cayenne |  |
|                        | Ludovic Gotin 56e · Jean-Luc Alamélou 66e |       | Walter Pikiento 10e |                          |  |

| Champion des Antilles-Guyane de football 2009 |
| --------------------------------------------- |
| CS Moulien                                    |